# Раптис, Павлос
Павлос Раптис (греч.  Παύλος Ράπτης, пол.  Paulos Raptis, 29 февраля 1936 Трилофо, Западная Македония — 21 ноября 2021, Варшава) — польский и греческий оперный певец, тенор.

## Биография
Родился в селе Трилофо в провинции Западная Македония, на границе с Албанией.
Регион был ареной жестоких боёв в ходе Гражданской войны в Греции (1946—1949). Население села перебралось на территорию Албании уже в 1947 году. Первоначально семья Раптиса получила политическое убежище в Румынии, но в 1950 году поселилась в Польше, в городе Щецин. Здесь Павлос Раптис получил своё начальное музыкальное образование.
Впоследствии выпускник Музыкальной академии Познани.
Впервые выступил на сцене оперного театра Вроцлава (1961), был солистом оперных театров Лодзи и Варшавы.
Получил известность, лауреат международных вокальных конкурсов, выступал на известных оперных и эстрадных сценах.
В 80-х годах сотрудничал с оперными театрами Югославии, выступал в Нью-Йорке, Чикаго, Мельбурне, Москве, Париже.
С Национальной оперой Греции начал сотрудничать с 1973 года, в период 1988—2000 годов был её постоянным певцом.
В 2008 году, по случаю шестидесятилетия греческой эмиграции в Польше, выступал в щецинском зале Bogusława где был награждён почётным знаком (крестом) западнопомеранского грифона (Odznaka Honorowa Gryfa Zachodniopomorskiego).
В 2011 году был награждён Министерством культуры Польши серебряной Медалью за заслуги в культуре «Gloria Artis».
Сделал множество записей с польскими дискографическими кампаниями.
Умер 21 ноября 2021 года в Варшаве.